# مرض الجمدة
مرض الجمدة أو نوبة خمود (بالإنجليزية: Cataplexy)‏ من الأمراض النادرة في العالم، حيث يسبب ضعف العضلات مصحوبا بالوعي الكامل في حالات الانفعال الشديد، مثل الضحك، أو البكاء، أو الخوف. يصيب مرض الجمدة ما يقرب من 70٪ من الناس المصابين بالنوم القهري، وينجم عن التدمير المناعي الذاتي للخلايا العصبية التي تُنتِج هيبوكريتين (ويسمى أيضا أوركسين)، الذي ينظم الإثارة واليقظة. حدوث الجمدة دون النوم القهري نادر، وسببه غير معروف.

## العلامات والأعراض
يُظهر المرض نفسه في شكل ضعف العضلات الذي قد يتراوح من مجرد ارتخاء في عضلات الوجه إلى الشلل الكامل للعضلات مع تدهور الوضع. وتكون النوبات قصيرة، حيث يستمر معظمها من بضع ثوان إلى بضع دقائق، وعادة ما تنطوي على سقوط الفك، وضعف الرقبة، و/أو التواء الركبتين. وعادة ما يكون المريض قادر على تجنب الإصابة؛ لأنه يتعلم أن يلاحظ الشعور باقتراب حدوث النوبة، وعادة ما يكون السقوط بطيء وتقدمي، وقد يصبح الكلام مبهم والرؤية ضعيفة (ازدواج الرؤية، وعدم القدرة على التركيز)، ولكن يبقى السمع والوعي طبيعيين.
تُشفى نوبات الجمدة ذاتياً دون حاجة للتدخل الطبي. إذا استلقى الشخص براحة، فإنه قد ينتقل إلى النعاس، أو الهلوسة النعاسية، أو فترة نوم حركة العين السريعة. وفي حين أن نوبة الجمدة تتفاقم مع الإعياء، فإنه يختلف عن نوبات النوم القهري، وعادة، ولكن ليس دائماً، ما ينجم عن ردود فعل عاطفية قوية، مثل الضحك، والغضب، والدهشة، والرعب، والحرج، أو عن طريق الجهد البدني المفاجئ، وأحد الأمثلة المعروفة على ذلك هو رد فعل بوب بيمون في أولمبيات القفز الطويل لعام 1968 عند معرفته بأنه قد كسر الرقم القياسي العالمي السابق بأكثر من 0.5 متر (2 قدم). وقد تحدث الهجمات الانتحارية أحيانا بشكل عفوي مع عدم وجود محفز عاطفي محدد.

## الآلية
يعتبر مرض الجمدة ثانوي عندما يكون بسبب آفات محددة في الدماغ تسبب نضوب الناقل العصبي هيبوكريتين. ويرتبط مرض الجمدة الثانوي مع آفات محددة تقع في المقام الأول في تحت المهاد الجانبي والخلفي، بينما الجمدة الناجم عن آفات جذع الدماغ غير شائع. وتشمل الآفات أورام الدماغ أو جذع الدماغ والتشوهات الشريانية الوريدية. وتشمل بعض الأورام الورم النجمي، و الورم الأرومي الدبقي، و الورم الدبقي. ويمكن رؤية هذه الآفات مع تصوير الدماغ، ولكن قد يكون من الصعب ملاحظتها في مراحلها المبكرة. وتشمل الحالات الأخرى التي يمكن وجود مرض الجمدة معها نقص التروية، و التصلب المتعدد، وإصابة الرأس، و متلازمة الأباعد الورمية، والالتهابات مثل التهاب الدماغ. وقد يحدث أيضا بشكل مؤقت أو بشكل دائم بسبب الآفات في منطقة ما تحت المهاد التي تسببها الجراحة، وخاصة مع استئصال الأورام الصعبة. وتعطل هذه الآفات أو العمليات المعممة الخلايا العصبية المفرزة للهيبوكريتين ومساراتها التي تتحكم في التثبيط الطبيعي لانخفاض توتر العضلات، مما يؤدى إلى ونى العضلات.

### نظريات حدوث النوبات
تحدث حالة من الشلل العضلي تشبه ظاهرة نوم حركة العين السريعة في وقت غير مناسب، ويحدث فقد توتر العضلات هذا عن طريق تثبيط هائل للعصبونات الحركية في الحبل الشوكي، وعندما يحدث ذلك أثناء الاستيقاظ، يفقد المريض السيطرة على عضلاته. وكما هو الحال في نوم حركة العين السريعة، يستمر الشخص في التنفس ويكون قادر على السيطرة على حركات العين.

### الهيبوكريتين
تنظم منطقة ما تحت المهاد في الدماغ الوظائف الأساسية لإطلاق الهرمونات، والتعبير العاطفي، والنوم. وخلصت دراسة أجريت في عام 2006 في «مجلة توهوكو للطب التجريبي» إلى أن الهيبوكريتين العصبي، الذي ينظمه تحت المهاد، قد انخفض بشكل ملحوظ في المشاركين في الدراسة من المصابين بأعراض مرض الجمدة. الأوركسين، المعروف أيضا باسم هيبوكريتين، هو مادة كيميائية أولية مهمة في تنظيم النوم وكذلك حالات اليقظة. ويرتبط نقص هيبوكريتين أيضاً مع انخفاض مستويات الهستامين والأدرينالين، وهي مواد كيميائية هامة في تعزيز اليقظة، الإثارة.

## التشخيص
عادة ما يتم تشخيص النوم القهري ومرض الجمدة عن طريق ظهور الأعراض، حيث أن ظهور الأعراض الأربعة (النعاس المفرط أثناء النهار، والشلل في بداية النوم، والهلوسة التنويمية، وأعراض الجمدة) هو دليل قوي على تشخيص النوم القهري. وغالباً ما يتم إجراء اختبار كُمُون النوم المتعدد (MSLT) من أجل تحديد كمية النعاس أثناء النهار.

## العلاج
يتم علاج مرض الجمدة باستخدام الأدوية، ولا توجد علاجات سلوكية. وسوف يحاول الأشخاص الذين يعانون النوم القهري تجنب الأفكار والمواقف التي يعرفون أنها من المرجح أن تثير مشاعر قوية؛ لأنهم يعرفون أن هذه المشاعر غالباً ما تؤدي إلى نوبات الجمدة.

### جاما-هيدروكسي بيوتيريت
قد وُجِدَ أن أوكسيبات الصوديوم وجاما هيدروكسي بيوتيريت فعّالان في تقليل عدد نوبات الجمدة. وتكون أوكسيبات الصوديوم آمنة عموماً، وهي عادةً العلاج الموصى به.

### مضادات الاكتئاب
إذا كانت العلاجات أعلاه غير ممكنة، يوصى باستخدام الفنلافاكسين، ولكن الأدلة حول الاستفادة منه ليست جيدة.
وتشمل العلاجات السابقة مضادات الاكتئاب ثلاثية الحلقات، مثل إيميبرامين، أو كلوميبرامين، أو بروتريبتيلين، وقد تستخدم مثبطات أكسيداز أحادي الأمين لعلاج أعراض كل من الجمدة وبداية نوم حركة العين السريعة لشلل النوم والهلوسة التنويمية.

## البحوث
يتم إجراء بحوث عن العلاج الجيني بالهيبوكريتين وزرع خلايا الهيبوكريتين لعلاج النوم القهري مع الجمدة.

## وصلات خارجية
- Narcolepsy Association UK
- BBC's article on the condition
- National Niemann Pick Disease Foundation: Children with Niemann Pick Type C often suffer from cataplexy
- This American Life, Episode 409, Act 3: Held Hostage which tells the story about a man with cataplexy.